# Piper aduncum
Piper aduncum L. è una pianta tropicale arbustiva della famiglia delle Piperacee, originaria dell'America centrale e del Sud.

## Descrizione
L'arbusto è alto circa 1-6 metri, con fusti principali del diametro di 10 cm o più. Le foglie sono lanceolate, della lunghezza di 12–20 cm, collegate ai rami da corti piccioli. Le infiorescenze hanno l'aspetto di escrescenze lunghe e ricurve con peduncoli di 12-17 mm, ricoperte da piccolissimi fiori di colore bianco - giallo pallido provvisti di 4 stami. I frutti sono piccole bacche contenenti semi di colore bruno scuro do 0.7-1.25 mm.

## Biologia
La pianta produce fiori e frutti per l'intera durata dell'anno. I semi vengono sparsi principalmente tramite vettori animali, come uccelli, pipistrelli e roditori. Anche le attività umane concorrono a diffondere i semi di P.aduncum anche per grandi distanze.

## Distribuzione e habitat
L'arbusto predilige un clima umido con precipitazioni annue tra i 1500 e i 4000 mm ed un'altitudine al di sotto dei 2000 m s.l.m.. Cresce prevalentemente in terreni nudi ed umidi, in zone molto esposte alla luce.
La rapidità di crescita ne fa una specie infestante nelle zone in cui la pianta è stata importata, soprattutto in molte regioni del continente Oceanico.

## Usi terapeutici
Le foglie di P. aduncum venivano usate nella medicina popolare come rimedio per i dolori di stomaco, per il tracoma e per molto altro, trovando inoltre impiego come repellente per insetti. Gli estratti di P. aduncum possono essere usati per il trattamento della leishmaniosi.